# Bryn Forbes
Pour les articles homonymes, voir Forbes (homonymie).
Bryn Forbes, né le 23 juillet 1993 à Lansing au Michigan, est un joueur américain de basket-ball. Il évolue aux postes de meneur et d'arrière.

## Biographie

### Carrière universitaire

#### Vikings de Cleveland State (2012-2014)
Il passe ses deux premières années universitaires à l'université d'État de Cleveland où il joue pour les Vikings (en), marquant en moyenne 12,7 points par match pour sa première année (freshman) et 15,6 points pour sa seconde année (sophomore). Il termine en deuxième position de la Horizon League pour les tirs à 3 points (2,5 réalisations par match en moyenne).

#### Spartans de Michigan State (2014-2016)
Après ses deux premières années à l'université d'État de Cleveland, il rejoint l'université d'État du Michigan où il joue pour les Spartans.

### Carrière professionnelle

#### Spurs de San Antonio (2016-2020)
Le 23 juin 2016, lors de la draft 2016 de la NBA, automatiquement éligible, il n'est pas sélectionné.
Il participe à la NBA Summer League 2016 avec les Spurs de San Antonio.
Le 14 juillet 2016, il signe un contrat avec les Spurs.
Lors de l'été 2017, Bryn Forbes participe avec San Antonio à la Summer League de Las Vegas, il en profite pour démontrer ses qualités et termine avec une moyenne de 26 points, 3,4 passes décisives et 2,8 rebonds ce qui lui permet d’être intégré à la All Summer League Second Team.

#### Bucks de Milwaukee (2020-2021)
Le 22 novembre 2020, il s'engage pour deux saisons avec les Bucks de Milwaukee. Il remporte le championnat lors de sa première saison avec les Bucks.

#### Retour aux Spurs de San Antonio (2021-2022)
En août 2021, il fait son retour chez les Spurs de San Antonio.

#### Nuggets de Denver (2022)
En janvier 2022, Bryn Forbes est transféré aux Nuggets de Denver dans le cadre d'un échange avec les Celtics de Boston et les Spurs.

#### Timberwolves du Minnesota (2022-février 2023)
Agent libre à l'été 2022, Bryn Forbes rejoint les Timberwolves du Minnesota. Il est coupé en février 2023.
En février 2023, Forbes est arrêté à San Antonio à la suite d'une accusation de violences conjugales de la part de sa petite amie du moment, l'actrice X Elsa Jean. Il est incarcéré à la prison du comté de Bexar,.

## Palmarès
- Champion NBA 2021 avec les Bucks de Milwaukee
- Champion de la Conférence Est de la NBA en 2021
- Second-team All-Big Ten (2016)
- Second-team All-Horizon League (2014)
- Horizon League Newcomer of the Year (2013)
- Horizon League All-Newcomer Team (2013)

## Statistiques

### Universitaires
Les statistiques de Bryn Forbes en matchs universitaires sont les suivantes :
| Saison    | Équipe          | Matchs | Titul. | Min./m | % Tir | % 3pts | % LF | Rbds/m. | Pass/m. | Int/m. | Ctr/m. | Pts/m. |
| --------- | --------------- | ------ | ------ | ------ | ----- | ------ | ---- | ------- | ------- | ------ | ------ | ------ |
| 2012-2013 | Cleveland State | 32     | 18     | 28,3   | 43,3  | 38,9   | 80,4 | 3,47    | 1,19    | 0,78   | 0,03   | 12,72  |
| 2013-2014 | Cleveland State | 32     | 32     | 34,4   | 43,4  | 42,4   | 82,6 | 3,09    | 1,69    | 0,78   | 0,03   | 15,56  |
| 2014-2015 | Michigan State  | 39     | 24     | 26,2   | 44,7  | 42,7   | 80,8 | 1,44    | 0,97    | 0,59   | 0,13   | 8,51   |
| 2015-2016 | Michigan State  | 35     | 34     | 28,0   | 48,1  | 48,1   | 84,0 | 2,09    | 1,49    | 0,40   | 0,03   | 14,43  |
| Total     | Total           | 138    | 108    | 29,1   | 44,9  | 43,5   | 82,1 | 2,46    | 1,32    | 0,63   | 0,06   | 12,62  |

### Professionnelles
gras = ses meilleures performances

#### Saison régulière
| Saison    | Équipe      | Matchs | Titul. | Min./m | % Tir | % 3pts | % LF | Rbds/m. | Pass/m. | Int/m. | Ctr/m. | Pts/m. |
| --------- | ----------- | ------ | ------ | ------ | ----- | ------ | ---- | ------- | ------- | ------ | ------ | ------ |
| 2016-2017 | San Antonio | 36     | 0      | 7,9    | 36,4  | 32,1   | 83,3 | 0,64    | 0,64    | 0,03   | 0,00   | 2,61   |
| 2017-2018 | San Antonio | 80     | 12     | 19,0   | 42,1  | 39,0   | 66,7 | 1,38    | 1,00    | 0,35   | 0,03   | 6,94   |
| 2018-2019 | San Antonio | 82     | 81     | 28,0   | 45,6  | 42,6   | 88,5 | 2,91    | 2,13    | 0,55   | 0,05   | 11,79  |
| 2019-2020 | San Antonio | 63     | 62     | 25,1   | 41,7  | 38,8   | 83,3 | 2,00    | 1,71    | 0,52   | 0,00   | 11,22  |
| 2020-2021 | Milwaukee   | 70     | 10     | 19,3   | 47,3  | 45,2   | 77,0 | 1,60    | 0,60    | 0,32   | 0,00   | 10,00  |
| 2021-2022 | San Antonio | 40     | 1      | 16,9   | 43,2  | 41,7   | 89,8 | 1,60    | 1,00    | 0,40   | 0,10   | 9,10   |
| 2021-2022 | Denver      | 35     | 1      | 17,4   | 42,4  | 41,0   | 92,1 | 0,90    | 1,00    | 0,20   | 0,10   | 8,60   |
| Total     | Total       | 406    | 167    | 20,5   | 43,8  | 41,3   | 82,0 | 1,70    | 1,20    | 0,40   | 0,02   | 9,10   |

Mise à jour le 2 juillet 2022

#### Playoffs
| Saison | Équipe      | Matchs | Titul. | Min./m | % Tir | % 3pts | % LF  | Rbds/m. | Pass/m. | Int/m. | Ctr/m. | Pts/m. |
| ------ | ----------- | ------ | ------ | ------ | ----- | ------ | ----- | ------- | ------- | ------ | ------ | ------ |
| 2017   | San Antonio | 6      | 0      | 12,1   | 28,6  | 22,2   | 100,0 | 1,00    | 0,50    | 0,00   | 0,17   | 3,33   |
| 2018   | San Antonio | 4      | 0      | 13,5   | 29,4  | 22,2   | 71,4  | 0,75    | 0,50    | 0,00   | 0,00   | 4,25   |
| 2019   | San Antonio | 7      | 7      | 30,3   | 48,2  | 48,4   | 66,7  | 3,57    | 1,00    | 0,14   | 0,14   | 10,71  |
| 2021   | Milwaukee   | 20     | 0      | 13,7   | 41,1  | 37,1   | 75,0  | 1,40    | 0,30    | 0,10   | 0,10   | 6,60   |
| 2022   | Denver      | 5      | 0      | 15,2   | 40,0  | 36,4   | 80,0  | 0,60    | 1,40    | 0,20   | 0,00   | 4,00   |
| Total  | Total       | 42     | 7      | 16,4   | 40,7  | 37,6   | 77,1  | 1,50    | 0,60    | 0,10   | 0,10   | 6,30   |

Mise à jour le 2 juillet 2022

## Records sur une rencontre en NBA
Les records personnels de Bryn Forbes en NBA sont les suivants, :
| Type de statistique        | Saison régulière | Saison régulière                | Saison régulière | Playoffs | Playoffs                   | Playoffs      |
| Type de statistique        | Record           | Adversaire                      | Date             | Record   | Adversaire                 | Date          |
| -------------------------- | ---------------- | ------------------------------- | ---------------- | -------- | -------------------------- | ------------- |
| Points                     | 30               | @ Rockets de Houston            | 29 avril 2021    | 22       | 2 fois                     | 2 fois        |
| Paniers marqués            | 11               | @ Rockets de Houston            | 29 avril 2021    | 8        | Heat de Miami              | 24 mai 2021   |
| Paniers tentés             | 22               | @ Pistons de Détroit            | 1er janvier 2022 | 15       | @ Heat de Miami            | 29 mai 2021   |
| Paniers à 3 points réussis | 8                | @ Suns de Phoenix               | 20 janvier 2020  | 7        | @ Heat de Miami            | 29 mai 2021   |
| Paniers à 3 points tentés  | 11               | 4 fois                          | 4 fois           | 14       | @ Heat de Miami            | 29 mai 2021   |
| Lancers francs réussis     | 10               | Hornets de Charlotte            | 15 décembre 2021 | 5        | @ Warriors de Golden State | 14 avril 2018 |
| Lancers francs tentés      | 10               | Hornets de Charlotte            | 15 décembre 2021 | 7        | @ Warriors de Golden State | 14 avril 2018 |
| Rebonds offensifs          | 3                | Wizards de Washington           | 26 octobre 2019  | 1        | 5 fois                     | 5 fois        |
| Rebonds défensifs          | 12               | @ Bulls de Chicago              | 30 avril 2021    | 5        | 3 fois                     | 3 fois        |
| Rebonds totaux             | 13               | @ Bulls de Chicago              | 30 avril 2021    | 6        | @ Nuggets de Denver        | 27 avril 2019 |
| Passes décisives           | 7                | 4 fois                          | 4 fois           | 4        | @ Warriors de Golden State | 27 avril 2022 |
| Interceptions              | 4                | Pelicans de La Nouvelle-Orléans | 3 novembre 2018  | 1        | 4 fois                     | 4 fois        |
| Contres                    | 1                | 12 fois                         | 12 fois          | 1        | 4 fois                     | 4 fois        |
| Balles perdues             | 4                | 3 fois                          | 3 fois           | 2        | 2 fois                     | 2 fois        |
| Minutes jouées             | 42               | Thunder d'Oklahoma City         | 10 janvier 2019  | 39       | @ Nuggets de Denver        | 27 avril 2019 |

- Double-double : 2
- Triple-double : 0

Dernière mise à jour : 15 juillet 2022

## Salaires
Les gains de Bryn Forbes en NBA sont les suivants :
| Année       | Équipe               | Salaire     |
| ----------- | -------------------- | ----------- |
| 2016-2017   | Spurs de San Antonio | 543 471 $   |
| 2017-2018   | Spurs de San Antonio | 1 312 611 $ |
| 2018-2019   | Spurs de San Antonio | 3 125 000 $ |
| 2019-2020   | Spurs de San Antonio | 2 875 000 $ |
| Total Gains | Total Gains          | 7 856 082 $ |
| 2020-2021   | Bucks de Milwaukee   | 2 337 145 $ |
| 2021-2022   | Bucks de Milwaukee   | 2 454 002 $ |

- italique : option joueur